# اته هوشو
اته هوشو، شاه ایلام از خاندان اپرتی که در قرن ۲ پیش از میلاد حاکم شوش و انزان بوده است. وی پس از دایی‌اش، سیلههه به این مقام رسید.